# 曼朗错
曼朗错位于中国西藏自治区工布江达县南部，湖面海拔4620米，面积1平方千米。湖水从西北流出流注入安布朗曲（属尼洋河流域）。